# Сьцехув
Сьцехув (пол. Ściechów, нім. Fahlenwerder) — село в Польщі, у гміні Любішин Ґожовського повіту Любуського воєводства.
Населення — 677 осіб (2011).
У 1975-1998 роках село належало до Гожовського воєводства.

## Демографія
Демографічна структура станом на 31 березня 2011 року:
|          | Загалом | Допрацездатний вік | Працездатний вік | Постпрацездатний вік |
| -------- | ------- | ------------------ | ---------------- | -------------------- |
| Чоловіки | 343     | 84                 | 238              | 21                   |
| Жінки    | 334     | 71                 | 207              | 56                   |
| Разом    | 677     | 155                | 445              | 77                   |